# La bella chiquita
La bella chiquita y los padres sin familia és una humorada còmico-lírica en 1 acte dividit en 4 quadres, amb llibret de Rafael del Castillo i música d'Albert Cotó, estrenada al Teatre Calvo-Vico de Barcelona, el 18 d'agost de 1893.